# Lista de endossos à campanha presidencial de Jair Bolsonaro em 2022
Essa é uma lista de endossos à campanha presidencial de Jair Bolsonaro em 2022, que contabiliza apoios individuais e de organizações em torno da campanha pela presidência de Jair Bolsonaro (PL) e a vice-presidência de Walter Braga Netto (também do PL) na eleição presidencial de 2022.

## Ex-representantes do Executivo federal

### Presidentes
- Fernando Collor, 32.º Presidente do Brasil (1990-1992), Senador por Alagoas (2007-2022).[4]

### Ministros de Estado
- Sergio Moro, ex-juiz federal, Ministro da Justiça (2019-2020) e Senador eleito pelo Paraná.[5]
- Tarcísio de Freitas, Ministro da Infraestrutura (2019-2022) e candidato a governador de São Paulo.

## Judiciário

### Ex-ministros do Supremo Tribunal Federal
- Marco Aurélio Mello, Ministro do Supremo Tribunal Federal (STF) (1990-2021).[6]

### Juristas
- Deltan Dallagnol, ex-procurador-chefe da Operação Lava Jato.[7]

## Representantes de executivos estaduais

### Governadores em mandato
- Antonio Denarium, Governador de Roraima (2019-presente).[8]
- Gladson Cameli, Governador do Acre (2019-presente).[8]
- Ibaneis Rocha, Governador do Distrito Federal (2019-presente).[9]
- Marcos Rocha, Governador de Rondônia (2019-presente).[8]
- Mauro Mendes, Governador de Mato Grosso (2019-presente).[8]
- Ratinho Júnior, Governador do Paraná (2019-presente).[10]
- Reinaldo Azambuja, Governador de Mato Grosso do Sul (2015-2022).[11]
- Rodrigo Garcia, Governador de São Paulo (2022).[12]
- Romeu Zema, Governador de Minas Gerais (2019-presente).[13]
- Ronaldo Caiado, Governador de Goiás (2019-presente).[8]
- Wanderlei Barbosa, Governador do Tocantins (2022-presente).[14]
- Wilson Lima, Governador do Amazonas (2019-presente).[8]

### Vice-governadores em mandato
- João Leão, Vice-governador da Bahia (2015-2022).[15]

### Ex-governadores
- José Agripino Maia, Governador do Rio Grande do Norte (1983-1986; 1991-1994).[16]
- Simão Jatene, Governador do Pará (2003-2007; 2011-2019)[17]

### Senadores em mandato
- Romário, Senador pelo Rio de Janeiro (2015-presente) e ex-jogador profissional de futebol.[18]

### Ex-senadores
- Arthur Virgílio Neto, Senador por Amazonas (2003-2011).[19]
- Flexa Ribeiro, Senador pelo Pará (2005-2019)[20]

## Representantes do executivo municipais

### Prefeitos de capitais e de cidades com mais de 250 mil habitantes
- André Merlo, prefeito de Governador Valadares.[21]
- David Almeida, prefeito de Manaus.[22]
- João Henrique Caldas, prefeito de Maceió.[23]

## Organizações

### Partidos
- Partido Social Cristão (PSC)[24]
- Partido Trabalhista Brasileiro (PTB) e o presidenciável em 2022 Padre Kelmon.[25][26]

## Empresários
- Luciano Hang, empresário, cofundador da rede de lojas de departamentos Havan.[27]
- Paulo Skaf, ex-presidente da Federação das Indústrias do Estado de São Paulo (FIESP).[28]

## Escritores
- Glória Perez, dramaturgo e escritora.[29]

## Atletas
- Acelino Freitas, ex-boxeador profissional.[30]
- Bruno, jogador de futebol profissional.[31]
- Daniel Alves, jogador de futebol profissional.[32]
- Emerson Fittipaldi, ex-campeão de Fórmula 1 e Indianapolis 500.[33]
- Fabrício Werdum, lutador profissional de MMA.[34]
- Falcão, jogador profissional de futsal.[35]
- José Aldo, lutador profissional de MMA.[30]
- Nelson Piquet, ex-piloto de corridas.[36]
- Neymar, jogador de futebol profissional.[37]
- Renato Gaúcho, treinador de futebol profissional.[32]
- Rivaldo, futebolista profissional.[32]
- Robinho, jogador de futebol profissional.[32]
- Thiago Silva, futebolista profissional.[32]

## Artistas
- Ana Paula Valadão, cantora gospel.[38]
- Antônia Fontenelle, atriz.[39]
- Bruno, cantor.[40]
- Cássia Kis, atriz.[41]
- Chitãozinho, cantor.[40]
- Chrystian, cantor.[42]
- Eduardo Costa, cantor.[39]
- Felipe Folgosi, ator.[39]
- Fernando & Sorocaba, dupla sertaneja.[40]
- Gusttavo Lima, cantor.[43]
- Humberto Martins, ator.[39]
- Latino, cantor.[44]
- Leonardo, cantor.[40]
- Malvino Salvador, ator.[39]
- Marrone, cantor.[40]
- Regina Duarte, atriz.[39]
- Sérgio Reis, cantor.[43]
- Sula Miranda, cantora.[40]
- Thiago Gagliasso, ator.[39]
- Zé Neto & Cristiano, dupla sertaneja.[40]
- Zezé Di Camargo, cantor.[43]

## Jornalistas
- Carla Cecato, jornalista e apresentadora de televisão.[45]
- Rodrigo Constantino, jornalista e escritor.[46]

## Celebridades
- Andressa Urach, modelo.[47]
- Yudi Tamashiro, apresentador de televisão.[48]

## Internacional

### Políticos
- André Ventura, político português.[49]
- Donald Trump, 45.º Presidente dos Estados Unidos.
- Javier Milei, economista e político argentino.[50]
- José Antonio Kast, político chileno.[50]
- Santiago Abascal, político espanhol.[50]

### Personalidades
- Donald Trump, Jr., ativista político e filho de Donald Trump.[51]
- Mario Vargas Llosa, romancista peruano.[52]